# Triticum fungicidum
Triticum fungicidum là một loài thực vật có hoa trong họ Hòa thảo. Loài này được Zhuk. miêu tả khoa học đầu tiên năm 1944.